# Planegger Straße 17

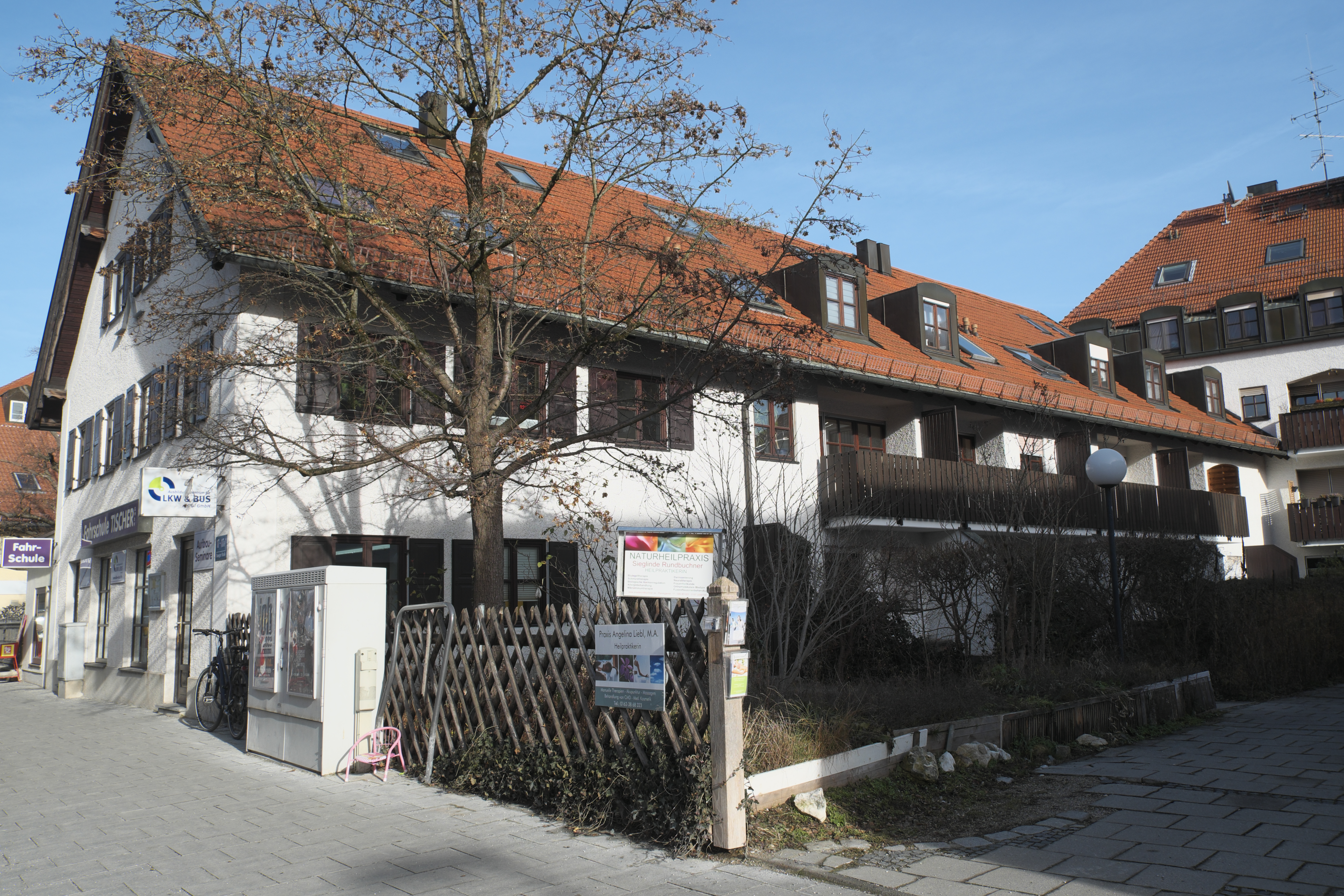
Haus Planegger Straße 17 im Stadtteil Pasing von München, mit rückwärtiger Wohnanlage

Das Gebäude Planegger Straße 17 im Stadtteil Pasing der bayerischen Landeshauptstadt München wurde im 19. Jahrhundert errichtet. Das ehemalige Bauernhaus an der Planegger Straße ist ein geschütztes Baudenkmal.
Der zweigeschossige Satteldachbau, jetzt Wohn- und Geschäftshaus, wurde stark verändert. Das Anwesen gehört zum Ensemble ehemaliger Ortskern Pasing.
Der rückwärtige Wirtschaftsteil wurde neu gebaut und in eine Wohnanlage einbezogen.